# Playa solar

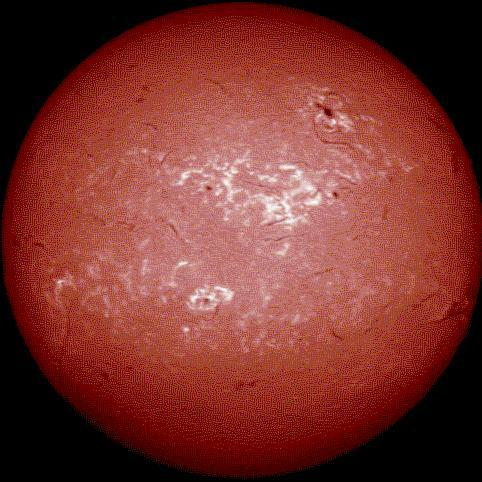
Imagen de la cromosfera del Sol en la línea espectral Hα. Las playas solares son visibles como las formaciones fibrosas brillantes situadas en la parte central del disco.

En astronomía, una playa solar (plage en inglés) es una región brillante en la cromosfera del Sol. Normalmente están localizadas en regiones cercanas a manchas solares. 
El término está tomado de forma figurada de la palabra francesa "plage", que significa "playa". El mapa de las regiones de las playas solares está estrechamente ligado a la distribución de las faculae en la capa inmediatamente interior (la fotosfera), aunque estas últimas tienen escalas espaciales más pequeñas. Consiguientemente, las playas son más visibles en las regiones próximas a las manchas solares. Las faculae tienen una fuerte influencia en la constante solar, y las zonas de playas solares (más fácilmente detectables al localizarse en la cromosfera, situada más exteriormente) permiten monitorizar esta influencia. En este contexto "la red activa" consta de zonas con forma de playas solares extendiéndose fuera de las regiones activas (que por su magnetismo aparecen difusas), sobre zonas del Sol sin actividad extraordinaria, permitiendo establecer las fronteras de la red.
Debido a que es posible explicar las faculae con el modelo estrictamente fotosférico denominado "pared caliente" ("hot wall" en inglés), no está clara la posible relación física real existente entre playas solares y faculae.
En fotografías convencionales del Sol (tomadas con luz blanca), las playas son prácticamente invisibles. Sin embargo, son perfectamente observables cuando se capta la luz de las líneas de Fraunhofer de intensidad media y alta mediante heliogramas espectrográficos, apareciendo como áreas brillantes del tamaño de unos pocos minutos de arco. Muy a menudo las playas solares se observan con la luz correspondiente a las líneas espectrales del hidrógeno Hα y las líneas H y K de ionización del calcio Ca(II). Por el contrario, en algunos casos especiales (la luz de una serie de líneas relativamente débiles de metales o de líneas IES), aparecen como áreas oscuras.
Las playas se orientan a lo largo de las líneas del campo magnético. Observadas con la luz de la línea espectral Hα, presentan un aspecto que recuerda a la ubicación de las limaduras de hierro sobre un cristal bajo el que se ha colocado un imán. En ocasiones, aparecen como estructuras con forma de vórtice ciclónico sobre las manchas solares individuales.
Las playas detectadas a partir de las líneas H y K del Ca(II) son de gran tamaño, están situadas por encima de las detectadas mediante el espectro del hidrógeno, y presentan un aspecto más amorfo. Estas playas detectadas a partir del espectro del calcio son buenos indicadores de la aparición de campos magnéticos locales en el Sol: son visibles en todas aquellas zonas donde la intensidad de campo magnético supera los 5 Oersted. El brillo de las playas aumenta con la intensidad del campo magnético (que alcanza valores de hasta varios cientos de Oersted).
El número de playas presente en cada período de tiempo varía con la actividad solar: durante el periodo de máxima actividad del ciclo solar, las playas visibles en la línea espectral Hα, pueden cubrir hasta una décima parte de la superficie total del disco solar.